# Boojumita
La boojumita és un mineral de la classe dels sulfats.

## Característiques
La boojumita és un sulfat de fórmula química Pb₈O₄(OH)₂(S₂O₃)₃. Va ser aprovada com a espècie vàlida per l'Associació Mineralògica Internacional l'any 2022, i no va ser publicada fins al mes d'abril de 2024. Cristal·litza en el sistema ortoròmbic.
Les mostres que van servir per a determinar l'espècie, el que es coneix com a material tipus, es troben conservades a les col·leccions mineralògiques del Museu d'Història Natural del Comtat de Los Angeles, a Los Angeles (Califòrnia) amb els números de catàleg: 76225 i 76226.

## Formació i jaciments
Va ser descoberta a la mina Redmond, situada a Waterville Lake, dins el comtat de Haywood (Carolina del Nord, Estats Units). Aquesta mina estatunidenca és l'únic indret de tot el planeta on ha estat descrita aquesta espècie mineral.